# Marby gamla kyrka
Marby gamla kyrka är en kyrkobyggnad i Marby socken, Åre kommun. Den är församlingskyrka i Västra Storsjöbygdens församling i Härnösands stift.

## Kyrkobyggnad
Kyrkan byggdes på medeltiden, tidigast på 1300-talet. Tidpunkten är osäker. Kyrkan är en av de mest oförändrade i Jämtland och används nu som museum. Gudstjänst hölls här till och med 1864. Enligt uppgift i Nationalencyklopedin har kyrkan byggts på 1520-talet, vilket kunnat fastställas genom s.k. dendrokronologisk datering.
Kyrkan tecknades 1868 av Nils Månsson Mandelgren, varvid framgick att den hade sakristia och vapenhus, vilka nu är rivna. I östra muren finns en fönsteröppning från medeltiden. Kyrkan har gavelrösten med runda, tegelornerade fönsteröppningar. På 1700-talet togs de nuvarande fönstren upp, varvid de medeltida gick förlorade. Den rundbågiga sydportalen är bevarad och används fortfarande. 

## Interiör
Kyrkan har ett innermått av 12,5 x 7,7 meter och har vitlimmat undertak och vitputsade väggar. Innertaket är ett s.k. tredingstak, som har en enkel dekormålning.
Inredningen är från 1600-talet. Altartavlan målades vid 1600-talets mitt av Seth Knutsson. Den ingår i en triptyk (ett altarskåp med huvudkropp och två flyglar). Altarskåpets texter är på danska, vilket påminner om att området var norskt (danskt) före Brömsebrofreden 1645. Altartavlan är typisk för den äldre reformationstiden, med dess återhållsamhet, men är försedd med medeltida ikonografi.
Predikstolen från 1672 av Per Ivarsson målades och kompletterades år 1739 med bland annat vingarna på ryggstyckets texttavla.
Från 1400-talet har bevarats bland annat ett triumfkrucifix, vilket ursprungligen kommer från Hallens kyrka. Från Marby gamla kyrka kommer även den kända Marbymattan, som idag bevaras på Historiska Museet i Stockholm.